# کورسمندرهای آبزی
بی‌پائیان آبی (نام علمی: Typhlonectidae) نام یک تیره از راسته برهنه‌ماران است.